# Audiometri
Audiometri omfattar ett flertal metoder för att undersöka örats funktion, mäta hörseln och identifiera ifall individen har en hörselnedsättning och undersöka hörselns funktion. Testen genomförs oftast av en audionom i hörselkliniker, audiologiska mottagningar, sjukhus eller privata kliniker. På vissa vårdcentraler kan man erbjuda grundläggande mätning som utförs av sjuksköterskan. 

## Tonaudiometri
Det vanligaste testet inom audiometri är tonaudiometri, där man mäter hörtrösklarna för rena toner vid olika frekvenser. Testet genomförs vanligtvis genom att en person får lyssna på ljud via hörlurar eller en bentelefon, och personen signalerar när de har hört ljudet, oftast genom en svarsknapp som de får i handen. Resultaten presenteras i ett audiogram som visar hörtrösklarna för varje öra. 
Utöver tonaudiometri finns det andra metoder för att mäta andra delar i öronen såsom impedans-mätning som mäter mellanörats funktion och kan hjälpa till att identifiera problem som t.ex vätska i mellanörat eller skador på trumhinnan. Tympanometri mäter trumhinnans rörlighet.

## Talaudiometri
Taluppfattningstester eller talaudiometri bedömer hur väl en person kan uppfatta tal i olika ljudmiljöer. Dessa tester hjälper till med att få en överblick över personens hörseln, förmågan att uppfatta talljud, ord och muntlig kommunikation . Det finns olika tal-mätningar, de två vanligaste är Maximal taluppfattning (FB) och Tal-i-brus (FB S/N+4) .
Under testet får personen lyssna på en serie ord eller meningar som spelas upp, vanligtvis via hörlurar. Orden eller meningarna kan spelas samtidigt som brus eller utan brus. Personen ska upprepa ordet eller nyckelordet i meningen efter att den presenterats. Ljudnivån för testet är beroende på patientens ålder och audiogram .
Hörtröskel för tal (HTT), även kallat Speech Reception Threshold (SRT), är ett annat vanligt mått inom audiologi som anger den lägsta ljudnivå vid vilken en person kan uppfatta 50 procent av ett givet talmaterial korrekt. Testmaterialet består vanligen av tvåstaviga ord, så kallade spondéer, som är fonetiskt balanserade.
HTT används främst för att uppskatta individens hörseltröskel för tal och fungerar som ett komplement till tonaudiogrammet. Det förväntas att HTT och luftledningströsklarna vid 500, 1000 och 2000 Hz i tonaudiogrammet överensstämmer inom cirka ±10 dB vid normal hörsel.
Mätningen används i flera sammanhang inom hörselvården, inklusive grundläggande hörselutredningar, utprovning av hörapparater samt vid pre- och postoperativ bedömning av hörselfunktion. En HTT som är bättre än 35 dB brukar betraktas som en indikator på så kallad "socialt användbar hörsel".